# Єрхов Геннадій Петрович
Генна́дій Петро́вич Єрхо́в (нар. 28 липня 1938, село Самарське Хайбуллінського району Башкирської АРСР) — дослідник проблем історії КПРС і соціально-політичного життя Радянського Союзу, доктор історичних наук (1977), професор (1986), педагог.

## Життєпис
У 1962 році закінчив Оренбурзький педагогічний інститут.
З 1962 року працював учителем історії, заступником директора професійно-технічного училища, був на комсомольській і партійній роботі.
Навчався в аспірантурі Саратовського університету. 1967 року в Саратовському університеті захистив кандидатську дисертацію — «Боротьба за союз робітників і селян на Південнім Уралі (1921—1925 рр.)» (науковий керівник — доктор історичних наук, професор Я. А. Ельфонд; доктор історичних наук, професор П. А. Родіонов).
У 1967—1972 роках працював у Інституті механізації сільського господарства в місті Мелітополі Запорізької області. 
1975 року в Академії суспільних наук при ЦК КПРС захистив докторську дисертацію — «Ленінський принцип демократичного централізму в розвитку КПРС в роки НЕПу (1921—1929 рр.)».
10 січня 1976 — 31 серпня 1989 року — секретар Донецького обласного комітету КПУ з питань ідеології.
У 1989—2004 роках — проректор Донецького університету по навчальній частині. Одночасно, в 1995—2007 роках — завідувач кафедри нової й новітньої історії Донецького університету.
Досліджував проблеми історії КПРС і соціально-політичного життя СРСР. Автор 6 монографій, 7 книг, 11 брошур та близько 100 статей, головний редактор праці — «Історія міст і сіл Української РСР. Донецька область». — К., 1976.

## Твори
- Ленинский принцип демократического централизма в развитии КПСС (1921—1929 гг.). — Донецк, 1973;
- Воспитательная работа по месту жительства. — М., 1973;
- За місцем проживання. — К., 1974;
- Демократический централизм — основа организационного строения КПСС(1917—1936 гг.). — К., 1976;
- Комплексная система управления производственным опытом в Донецкойобл. — Донецк, 1981;
- Политическая информация. — Катовице, 1986;
- О принципах партийного труда. — М., 1988;
- Первичная организация и перестройка. — Донецк, 1990.